# Papežská hymna
Papežská hymna (také pontifikální hymna, původně francouzsky Marche Pontificale, tj. pontifikální pochod, nebo italsky Inno e Marcia Pontificale, tj. pontifikální pochod a hymna) je oficiální hymna Vatikánu a Svatého stolce. Je užívaná při slavnostních příležitostech papežem a jeho zástupci.
Hudbu složil Charles Gounod v roce 1869 u příležitosti výročí intronizace papeže Pia IX. Skladba byla původně čistě instrumentální. Velký úspěch měla již při prvním provedení 11. května 1869 při oslavách papežova jubilea na náměstí sv. Petra a stala se velmi oblíbenou. 
16. října 1949 ji papež Pius XII. prohlásil za vatikánskou státní hymnu. Nahradila tak původní hymnu Marcia Trionfale, kterou složil Viktorin Hallmayer v roce 1857. Ta byla Vatikánskou znělkou od vzniku samostatného státu v roce 1929. Jako hymna byl Pontifikální pochod proveden poprvé na Štědrý den roku 1949. Přibližně v té době složil na Gounodovu hudbu varhaník Antonio Allegra italský text (Roma immortale di Martiri e di Santi), který se stal velmi oblíbeným. Latinský text složil až v roce 1991 Raffaello Lavagna (O felix Roma – o Roma nobilis).
Vznikla i celá řada jiných textů pro původní melodii v různých jazycích, žádný z nich ale není oficiální a při oficiálních příležitostech se hraje skladba pouze instrumentálně.

## Italský text (1949)
Roma immortale di Martiri e di Santi,

Roma immortale accogli i nostri canti:

Gloria nei cieli a Dio nostro Signore,

Pace ai Fedeli, di Cristo nell'amore.

A Te veniamo, Angelico Pastore,

In Te vediamo il mite Redentore,

Erede Santo di vera e santa Fede;

Conforto e vanto a chi combatte e crede,

Non prevarranno la forza ed il terrore,

Ma regneranno la Verità, l'Amore.

Salve Salve Roma, patria eterna di memorie

Cantano le tue glorie, mille palme e mille altari

Roma degli Apostoli, Madre guida dei redenti

Roma luce delle genti, il mondo spera te!

Salve Salve Roma la tue luce non tramonta

Vince l'odio e l'onta lo splendor di tua beltà

Roma degli Apostoli, madre guida dei redenti

Roma luce delle genti, il mondo spera te!

## Latinský text (1991)
Chorus

O felix Roma – o Roma nobilis:

Sedes es Petri, qui Romae effudit sanguinem,

Petri cui claves datae sunt regni caelorum.

Pontifex, Tu successor es Petri;

Pontifex, Tu magister es tuos confirmans fratres;

Pontifex, Tu qui Servus servorum Dei,

hominumque piscator, pastor es gregis,

ligans caelum et terram.

Pontifex, Tu Christi es Vicarius super terram,

rupes inter fluctus, Tu es pharus in tenebris;

Tu pacis es vindex, Tu es unitatis custos,

vigil libertatis defensor; in Te potestas.

Vox acuta, vox altera ab acuta:

Tu Pontifex, firma es petra, et super petram

hanc aedificata est Ecclesia Dei.

Vox media, vox gravis:

Pontifex, Tu Christi es Vicarius super terram,

rupes inter fluctus, Tu es pharus in tenebris;

Tu pacis es vindex, Tu es unitatis custos,

vigil libertatis defensor;  in Te potestas.

Chorus

O felix Roma – O Roma nobilis.